# Калеки
«Калеки» — повесть российского писателя-фантаста Сергея Лукьяненко, третье произведение в цикле о вымышленном мире генетически модифицированных «людей-спец». Повесть была написана в 2004 году и впервые опубликована издательством «АСТ» в том же году в составе сборника «Гаджет». Вместе с романами «Танцы на снегу» и «Геном» входит в цикл «Геном».

## Сюжет
Правительство планеты Гедония заказало у расы халфлингов «самый совершенный» боевой космический корабль «Серебряная Роза». Но естественное желание людей сэкономить на контракте возмутило создателей корабля, в рамках морали которых попытка поторговаться — это тяжкое оскорбление мастерства и опыта их инженеров и рабочих. В результате халфлинги заложили в программу бортового компьютера малозаметное, но важное условие: корабль будет повиноваться только команде, которая превзойдёт его в мастерстве.
«Серебряная Роза» готова дать любому экипажу одну попытку доказать свою компетентность. В это время она полностью подчиняется, чётко выполняя все команды, но, как только выясняется, что экипаж не удовлетворяет заложенным требованиям — а это практически неизбежно, поскольку корабль действительно великолепен и его критерии запредельно высоки, искусственный разум «Серебряной Розы» отказывается в дальнейшем ему повиноваться. Не зная об этой особенности, правительство послало корабль на театр военных действий. Эффект был сокрушительным. Но теперь к планете Гедония с миссией возмездия летит весь уцелевший вражеский флот, а единственный корабль, способный ему противостоять, может в любой момент отказаться от участия в бою.
Для решения проблемы правительство Гедонии нанимает команду самых известных в Галактике укротителей (они предпочитают термин «воспитатели») искусственного интеллекта боевых кораблей капитана Алекса Романова, единственного пилота-спец, умеющего любить. В его команде психолог-спец Вероника, которая отказывается поверить, что её давно умерший сын действительно умер; боец-спец Демьян, упорно продолжающий добровольно уплачивать колоссальный штраф за покойного брата, действия которого когда-то привели к гибели пассажирского лайнера; компьютерщик Трейси, супер-хакер, живущий в виртуальной реальности «Матрицы» и настойчиво путающий её с обычным миром, и техник Хасан, которого ошибка генетиков ещё до его рождения лишила большей части сенсорных ощущений, свойственных человеку. Словом, «у каждого свои недостатки»…
Попытки переубедить искусственный разум «Серебряной Розы» или перепрограммировать его ни к чему не приводят, так же как и попытка проявить своё мастерство в бою. Однако в конце концов в голову Алексу приходит мысль, что своё превосходство люди могут доказать двумя путями. Один логичен и понятен искусственному интеллекту: продемонстрировать кораблю совершенство человеческого экипажа. Второй нетривиален и может прийти в голову только человеку: попробовать убедить «Серебряную Розу» в том, что и она в свою очередь в чём-то несовершенна.
Как на любом корабле, в том числе космическом, на борту «Серебряной Розы» множество крыс, они портят еду, проводку и оборудование, но корабль не способен от них избавиться, уже потерял надежду и даже начал задумываться о самоубийстве (саморазрушении: «ки кеоп», достойная смерть — одно из ключевых понятий в культуре расы халфлингов). Алексу удаётся решить эту проблему — парадоксальным, совершенно немыслимым для безупречно логичного машинного разума способом, очень «по-человечески», — и «Серебряная Роза» вынуждена признать, что команда «воспитателей» выдержала испытание.
Отныне мощнейший военный корабль Галактики согласен подчиняться любому назначенному экипажу.

## Номинации
- 2005 — «Бронзовая Улитка» // Средняя форма
- 2005 — «Интерпресскон» // Средняя форма (повесть)
- 2005 — «Сигма-Ф» // Средняя форма, повести